# Propynyllithium
Propynyllithium is een organolithiumverbinding. Het is een witachtig poeder dat snel ontleedt bij contact met de lucht of water. Het is niet oplosbaar in koolwaterstoffen, di-ethylether, 1,2-dimethoxyethaan of tetrahydrofuraan.

## Synthese
Er zijn diverse bereidingen van propynyllithium bekend. Het wordt onder meer bereid door propyngas te leiden door een oplossing van n-butyllithium, of door de rechtstreekse metallatie van propyn met lithium in vloeibare ammoniak of een ander oplosmiddel. Propyn is evenwel een duur gas, en daarom wordt het soms vervangen door minder dure gasmengsels die voor lassen gebruikt worden, en die een klein percentage propyn bevatten.
Een bereiding zonder propyn is de reactie van 1-broompropeen met n-butyllithium in tetrahydrofuraan bij −78 °C.

## Toepassingen
Propynyllithium wordt in de organische synthese gebruikt als reactant. Het is een nucleofiel dat reacties aangaat met aldehyden tot secundaire alcoholen, met ketonen tot tertiaire alcoholen, en met zuurchloriden tot ketonen, die de propynylgroep bevatten. Die reacties worden gebruikt bij de synthese van complexe natuurlijke en synthetische stoffen zoals die van het geneesmiddel mifepriston.
De reactie met trimethylloodchloride vormt trimethylpropynyllood, dat als additief gebruikt werd in loodhoudende benzine.